# Kleffmann Group
Die Kleffmann Group ist ein Marktforschungs- und Consultingunternehmen für den Agrarsektor mit Hauptsitz im westfälischen Lüdinghausen. Das Full-Service-Institut entwickelt individuelle Marktforschungskonzepte und gibt einen Überblick über die Entwicklungen auf internationalen Agrarmärkten. Die Kleffmann Group ist im Bereich der Agrarmarktforschung das einzige inhabergeführte und vom Kapitalmarkt unabhängige Unternehmen und mit 30 % Marktanteil weltweit Marktführer.

## Geschichte
Das Unternehmen für Agrarmarktforschung wurde 1990 vom heutigen Geschäftsführer Burkhard Kleffmann gegründet und begann mit Panelstudien zum Thema Saatgut und Pflanzenschutz in Deutschland. In den folgenden Jahren eröffneten Filialen in Ost- und Zentraleuropa sowie in Australien, Asien und Südamerika. 2012 stieg die "Nord Holding" als Mehrheitsgesellschafter bei der Kleffmann Group ein. 2015 wurde das US-amerikanische Marktforschungsinstitut MarketSense übernommen. Die Kleffmann Group rangierte 2014 hinter Gfk, TNS Infratest, Nielsen Media Research, Ipsos, MaritzCX und der Psyma Group auf Platz sieben der umsatzstärksten Marktforschungsinstitute in Deutschland.
Heute unterhält die Unternehmensgruppe 20 eigene internationale Niederlassungen und betreut Marktforschungsprojekte in 70 Ländern. Das Unternehmen beschäftigt 350 feste Mitarbeiter, davon 180 in Brasilien, und weitere 1000 freie Interviewer, die jährlich über 400.000 landwirtschaftliche Betriebe interviewen.

## Geschäftstätigkeit
Die Kleffmann Group ist als Agrarmarktforschungsinstitut spezialisiert auf Fragestellungen aus den Bereichen Saatgut, Pflanzenschutz, Tierhaltung und -gesundheit, Landmaschinen sowie Landschafts- und Gartenbau. Ein Team aus Marktforschern befragt in Telefon-, Online- oder Face-to-Face-Interviews Landwirte zu agrarfachlichen Themen. 2014 wurden über eine halbe Million Interviews durchgeführt. Auf Basis dieser Daten lassen sich mithilfe umfassender Analysen Trends erkennen und landwirtschaftliche Märkte weltweit miteinander vergleichen. Die Kleffmann Group ist in die Geschäftsbereiche "amis  Panelforschung" (Agricultural Marketing Information System), "amis Global", "AdHoc Research" sowie seit 2014 "amis AgriGlobe" gegliedert. Das Handelsblatt nennt die Kleffmann Group in der Liste "Deutschlands geheime Weltmeister". Die Hochschule Heilbronn listete Kleffmann 2014 als Hidden Champion.

## Unternehmensstruktur
- Kleffmann GmbH, Lüdinghausen[30]
  - Kleffmann Group Europe GmbH; Lüdinghausen
  - Kleffmann & Partner Spólka z o.o,  Polen, Posen
  - Kleffmann a Partner CR, s.r.o., Tschechische Republik, Brno
  - Kleffmann & Partner Kft., Ungarn, Budapest
  - Kleffmann & Partner S.R.L., Rumänien, Cluj-Napoca
  - Kleffmann I Partner Bulgaria EOOD, Bulgarien, Plovdiv
  - Kleffmann DOO, Serbien, Belgrad
  - Kleffmann Group Ltd., Türkei, Istanbul
  - Kleffmann Group L.L.C., Ukraine, Kiew
  - Kleffmann Eurasia LLP, Kazakhstan, Nur-Sultan
  - Agrostat Ltd., Russland, Moskau
  - OOO Kleffmann Group, Russland, Moskau
  - Kleffmann North America Inc., USA, Iowa City
  - Kleffmann Group Asia Pacific Pte.Ltd., Singapur
  - Kleffmann Australia Pty. Ltd., Australien, Melbourne
  - Kleffmann & Partner Comércio, Assessoria Mercadológica e Representaçao Ltda, Brasilien, Valinhos
  - Kleffmann y Partner Mexico S DE RL DE CV, Mexico, Mexiko-Stadt
  - Kleffmann & Partner S.R.L., Argentinien, Buenos Aires